# (3994) Ayashi
(3994) Ayashi est un astéroïde de la ceinture principale.

## Description
(3994) Ayashi est un astéroïde de la ceinture principale. Il fut découvert le 2 décembre 1988 à Ayashi par Masahiro Koishikawa. Il présente une orbite caractérisée par un demi-grand axe de 2,65 UA, une excentricité de 0,24 et une inclinaison de 3,7° par rapport à l'écliptique.

## Compléments